# Ingeniería biológica
La ingeniería biológica o bioingeniería (que incluye a la ingeniería de sistemas biológicos), es una disciplina que aplica conceptos y métodos físico-matemáticos para resolver problemas de las ciencias de la vida, utilizando las metodologías analíticas y sintéticas de la ingeniería. En este contexto, mientras que la ingeniería tradicional emplea ciencias físicas y matemáticas para analizar, diseñar y fabricar herramientas inanimadas, estructuras y procesos, la bioingeniería utiliza las mismas ciencias para estudiar numerosos aspectos de los organismos vivos. Por lo general, se utiliza para analizar y resolver problemas relacionados con la salud de los seres humanos, animales y sistemas biológicos útiles en producción alimentaria y farmacéutica. Es la rama de la ingeniería que se ocupa de la aplicación tecnológica de los sistemas biológicos y organismos vivos o sus derivados para la creación o modificación de productos o procesos para un uso específico. Para ello, la ingeniería biotecnológica hace uso de las ciencias naturales (como la química y la física), las matemáticas y otras disciplinas especializadas resultado de la combinación de éstas (por ejemplo, la bioquímica, bioingeniería y la biotecnología). En España, es una especialización de la biotecnología, mientras que en Colombia, Uruguay, Chile y recientemente en México, se ofrece como una carrera profesional por sí sola.

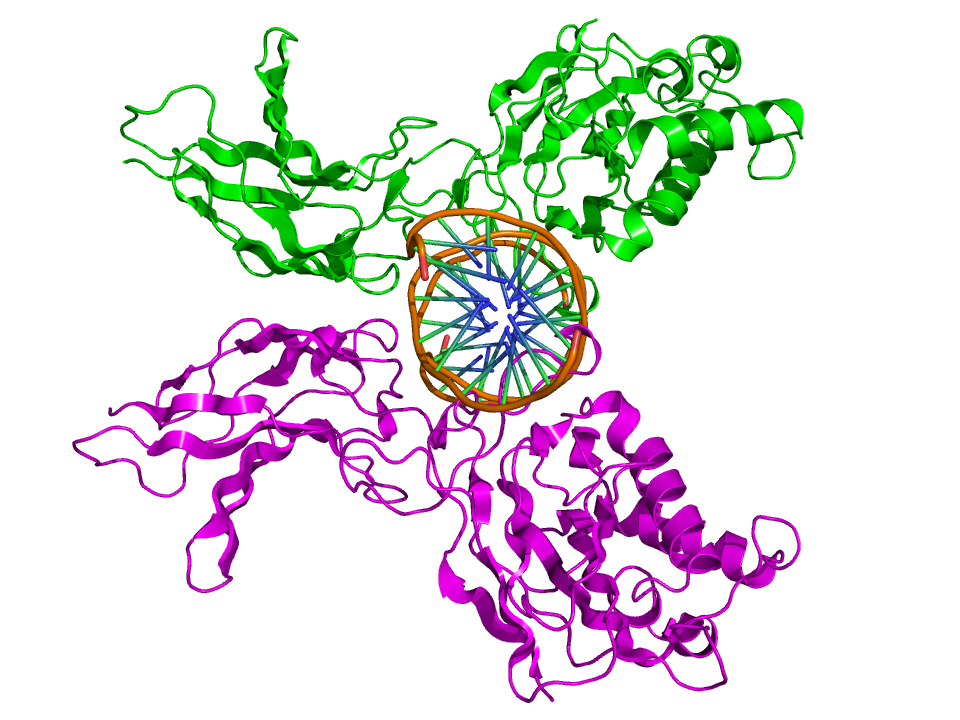
Estructura cuaternaria de una proteína.

Las aplicaciones están especialmente relacionadas con la salud humana, pero el campo puede ser mucho más general. Por ejemplo, el biomimetismo -o biomimesis- es una rama de la ingeniería biológica que trata de entender la forma en que los organismos vivos como resultado de un prolongado procesos de prueba y error conocido como evolución, han resuelto dificultades en el pasado, y para encontrar formas de resolver problemas similares en sistemas artificiales. La biología de sistemas, por otra parte, busca utilizar los conceptos de ingeniería inversa, para facilitar los difíciles procesos de reconocimiento de la estructura, función y métodos precisos de operación de complejos sistemas biológicos.
La ingeniería biológica es una disciplina científica fundada sobre las ciencias biológicas en la misma forma que la ingeniería química, ingeniería eléctrica e ingeniería mecánica están basadas sobre la química, electricidad y magnetismo y mecánica clásica, respectivamente.
La ingeniería biológica puede ser diferenciada de la biología pura o de la ingeniería clásica en la siguiente forma: los estudios biológicos frecuentemente siguen aproximaciones reduccionistas, viendo un sistema en su más pequeña escala posible, lo cual lleva hacia herramientas como la genómica funcional. Los acercamientos de la ingeniería usan perspectivas de diseño clásico, de forma construccionista, desarrollando nuevos dispositivos y tecnologías. La ingeniería biológica usa ambos métodos, sirviéndose del reduccionismo para identificar, entender y organizar las unidades fundamentales de la materia biológica, las cuales se integran para generar algo nuevo. Además, por ser una disciplina ingenieril, está preocupada no solo por la ciencia básica sino también por la aplicación del conocimiento científico en resolver problemas de la vida real y cotidiana.
A pesar de que los sistemas bioingenieriles han sido usados para manejar información, construir materiales, procesos químicos, producción de energía, producción de alimentos, mantenimiento de la salud humana y recuperación del medio ambiente, son sistemas todavía menos desarrollados que los eléctricos o mecánicos.
La diferencia entre la ingeniería biológica y la ingeniería biomédica puede ser poco clara, pues muchas universidades usan los términos bioingeniería e ingeniería biomédica con el mismo significado. Sin embargo, según el profesor Doug Lauffenberg, del MIT, la ingeniería biológica tiene una amplia base en la cual aplica principios ingenieriles a un enorme rango de sistemas de diferentes complejidades y tamaños, desde el nivel molecular hasta niveles macroscópicos como puede ser un ecosistema. Ni la ingeniería biológica, ni la ingeniería biomédica están completamente contenidas una en la otra, así como hay productos no biológicos en la medicina, hay productos biológicos para propósitos no médicos.
ABET, la acreditadora de programas de ingeniería en Estados Unidos, hace una distinción entre la ingeniería biomédica y la ingeniería biológica, pero las diferencias son muy pequeñas. Los ingenieros biomédicos deben tomar cursos de ciencias de la vida que incluyen la fisiología humana y deben tener experiencia en la medición de parámetros de los seres vivos; mientras que los ingenieros biológicos deben tener cursos de ciencias y experiencia en medición de parámetros en sistemas vivos y no vivos; habitualmente incluyen cursos comunes en las ingenierías como termodinámica, mecánica de fluidos, estática y propiedades de los materiales.
La palabra bioingeniería fue acuñada por el científico y locutor inglés Heinz Wolff, en 1954. También se usa para describir el uso de la vegetación en la ingeniería civil de la construcción. Y también puede aplicarse a modificaciones ambientales como la protección de la superficie del suelo, la estabilización de laderas, del curso del agua, la protección de costas, los rompevientos, las barreras de vegetación (barreras acústicas y pantallas visuales) y la mejora ecológica de un área. El primer programa académico de ingeniería biológica fue creado en la Universidad de Misisipi en 1967, y fue el primer plan de estudios de ingeniería biológica en Estados Unidos. En el MIT y en la Universidad de Utah se han lanzado otros programas recientes.
Los ingenieros biológicos o bioingenieros son ingenieros que usan los principios de biología y las herramientas de ingeniería para crear productos útiles, tangibles y económicamente viables. La ingeniería biológica cuenta con el conocimiento y la experiencia de una serie de ciencias puras y aplicadas, como la masa y transferencia de calor, cinética química, biocatalizadores, biomecánica, bioinformática, separación y purificación del proceso, diseño bioreactor, la ciencia de superficie, mecanismo de fluidos, termodinámica y la ciencia de polímeros. Se utiliza en el diseño de dispositivos médicos, equipos de diagnóstico, materiales biocompatibles, la bioenergía renovable, la ingeniería ecológica y otras áreas que mejoran la calidad de vida de las sociedades.
En general los ingenieros biológicos intentan imitar los sistemas biológicos para crear productos o modificar y controlar los sistemas biológicos de manera que ellos puedan sustituir, aumentar o sostener los procesos químicos y mecánicos. Los bioingenieros pueden aplicar sus experiencias para otras aplicaciones de ingeniería y tecnología, incluyendo modificación genética de plantas y microorganismos, la ingeniería de bioprocesos y biocatálisis.
Debido a que otras disciplinas de la ingeniería también se ocupan de los organismos vivos (por ejemplo, las prótesis en la ingeniería mecánica), el término ingeniería biológica puede ser más amplio e incluir ingeniería agrícola y biotecnología. De hecho, muchos viejos departamentos de ingeniería agrícola en universidades de distintos puntos del planeta han cambiado sus nombres por los de ingeniería biológica o agrícola e ingeniería de biosistemas. La ingeniería biológica también se conoce como la bioingeniería en algunos colegios y en otros la ingeniería biomédica se conoce como bioingeniería, y es un campo en rápido desarrollo con la categorización de líquidos.

## Ramas de la ingeniería biológica
Los principales campos de bioingeniería pueden clasificarse como:

### Ingeniería de bioprocesos
Diseño de bioprocesos, biocatálisis, bioseparación, bioinformática, la bioenergía: una especialización de la biotecnología o ingeniería química. Tiene que ver con el diseño y desarrollo de equipos y procesos para la fabricación de productos tales como alimentos, piensos, productos farmacéuticos, nutracéuticos, productos químicos y polímeros y papel a partir de materiales biológicos. La ingeniería de bioprocesos es un conglomerado de matemáticas, biología y diseño industrial, y se compone de varios espectros como el diseño de los fermentadores, el estudio de fermentadores (modo de operaciones, etc). También se ocupa de estudiar los diversos procesos biotecnológicos utilizados en las industrias de producción a gran escala de la diversidad biológica, productos para la optimización del rendimiento en el producto final y la calidad del producto final.

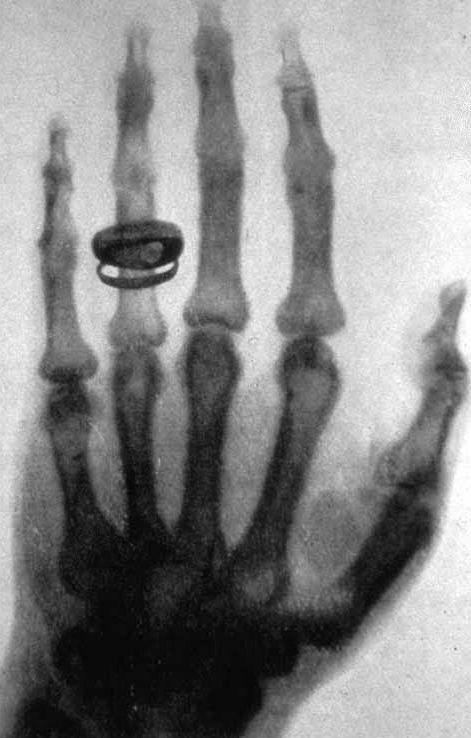
Inicios de la imagenologia (una rama de la ingeniería biomédica)

### Ingeniería genética
Es la biología sintética, la transferencia horizontal de genes. También se llama modificación genética; es la manipulación directa a humanos de genoma de un organismo utilizando tecnología de ADN moderno. Se trata de la introducción de ADN extraño o genes sintéticos en el organismo de interés. La introducción de un nuevo ADN no requiere el uso de los métodos clásicos de genética, métodos de reproducción tradicionales sin embargo se utilizan normalmente para la propagación de organismos recombinantes.

### Ingeniería biomédica
La tecnología biomédica, que incluye el diagnóstico biomédico, la terapia biomédica, la biomecánica y los biomateriales, es la aplicación de los principios y conceptos de diseño de ingeniería a la medicina y la biología. Este campo busca cerrar la brecha entre la ingeniería y la medicina. Combina el diseño y la capacidad de resolver problemas de ingeniería con las ciencias médicas y biológicas para mejorar la salud en el diagnóstico, el seguimiento y el tratamiento. La ingeniería biomédica ha surgido recientemente como su propia disciplina, en comparación con muchos otros campos de la ingeniería. Tal evolución es común como un nuevo campo de las transiciones de ser una especialización interdisciplinaria entre los campos que ya están establecidos, para ser considerado un campo en sí mismo. Gran parte del trabajo en la ingeniería biomédica consiste en la investigación y desarrollo, que abarcan una amplia gama de subcampos (ver más abajo). Prominentes aplicaciones de ingeniería biomédica incluyen el desarrollo de prótesis biocompatibles, diversos dispositivos médicos de diagnóstico y terapéuticos que van desde equipos clínicos para micro-implantes, equipos de imagen comunes, como por ejemplo la imagen por resonancia magnética y el electroencefalograma, el crecimiento del tejido regenerativo, fármacos y productos biológicos terapéuticos.

### Biomimética
El uso de los conocimientos adquiridos en los sistemas vivos que evolucionaron para resolver problemas difíciles de diseño de sistemas artificiales.